# شركة إليوت للإدارة
شركة إليوت للإدارة والتي تُعرَف باسم إليوت مانيدجمنت كوربوريشن (بالإنجليزية: Elliott Management Corporation)‏ هي شركة أمريكية لإدارة الاستثمارات، تأسست في عام 1977 على يد بول سينجر المدير الحالي للشركة، ويقع مقرها في مدينة نيويورك الأمريكية. وهو أيضا أكبر صندوق مساهم نشط في العالم.
وتعتبر الشركة بمثابة الشركة الأم لعدة صنادق استثمارية رائدة منها؛ إليوت أسوشيتس للشراكة المحدودة (بالإنجليزية: Elliott Associates L.P)‏ وإليوت الدولية المحدودة (بالإنجليزية: Elliott International Limited)‏. منذ تكوينها، درّت إليوت على المستثمرين فيها عائداً سنوياً مركباً خالصاً قدره 14.6%، مقارنة بـ 10.9% لمؤشر الأسهم S&P 500، ولديها الآن (كما في أرقام عام 2017) أكثر من 34 بليون دولار في أصول مدارة. محفظة إليوت الإستثمارية، التي تتصدرها كل من شركة دلفي للسيارات وبي إم سي للبرمجيات، كانت تُقدر بنحو 3,272 بليون دولار في الربع الثالث من عام 2012. تواصلت قيمة المحفظة الإستثمارية بالارتفاع تدريجياً، ففي بداية الربع الأول من عام 2015، كانت محفظة إليوت تقدر بأكثر من 8 بليون دولار. يذكر أن بحلول عام 2009 «كانت أكثر من ثلثي محفظة إليوت متركزة في الأوراق المالية المتعثرة، الموجودة عادة ضمن ديون الشركات المفلسة أو شبه المفلسة». مما جعل إليوت تشتهر بكونها صندوق متصيد للديون المتعثرة.

## شركاء الأسهم
لدى شركة إليوت أربع شركاء مساهمين (equity partners) وهم:
1. بول سينجر: وهو مدير الاستثمار المشارك
2. جون بولوك: وهو مدير الاستثمار المشارك برفقة بول سينجر
3. غوردون سينجر: وهو ابن بول سينجر، يدير مكتب الشركة في لندن.
4. ستيفن كاسوف: المدير السابق لحافظة استثمارات الشركة، حصل أيضاً على لقب شريك مساهم في يناير 2015.[12]

## الشركات التابعة والوحدات
- هامبلدون المشتقة (بالإنجليزية: Hambledon، Inc)‏، هي شركة في جزر كايمان يديرها سينغر.[13]
- إن إم إل كاپيتال (بالإنجليزية: NML Capital)‏، هي شركة تابعة لشركة لإليوت مندجمنت.[14]
- كنسينغتون الدولية المحدودة (بالإنجليزية: Kensington International Ltd)‏. هي شركة تابعة لشركة لإليوت مندجمنت.[15]
- ميدنهد إل إل سي (بالإنجليزية: Maidenhead LLC)‏ وشركة وارنيغتون إل إل سي (بالإنجليزية: Warrington LLC)‏ وهي كيانات أمريكية تحت إدارة سينغر.[16]
- إليوز أدڤايزرز (المملكة المتحدة) (بالإنجليزية: Elliott Advisors (UK) Ltd.)‏ وهي شركة استشارات تابعة لإليوت مندجمنت مقرها لندن.[12]
- إليوز أدڤايزرز (هونغ كونغ) (بالإنجليزية: Elliott Advisors (HK) Limited)‏ وهي شركة استشارات تابعة لإليوت مندجمنت مقرها هونغ كونغ.[17]
- شركة مانشستر للأوراق المالية.

## الاستثمارات

### إيه سي ميلان
في يوليو من عام 2018، اكملت إيليوت مانجمنت استحواذها عللى نادي إيه سي ميلان الإيطالي، مما جعلها المالك الرسمي للنادي الإيطالي بملكية ما يقارب 99.93٪ من حصص النادي، بعد أن تخلف مالك النادي السابق الصيني لي ليونغ هونغ عن سداد ديونه البالغة 415 مليون يورو إلى إليوت في الموعد المحدد. بدأت شركة إليوت على الفور في إقالة أعضاء مجلس الإدارة في شركة روسونيري سبورت للاستثمار، وهي الشركة التي تتحكم مباشرة في نادي إيه سي ميلان. وفي 10 يوليو 2018، أعلن بول سنجر في بيان رسمي عن ضخه لمبلغ وقدره 50 مليون يورو من رأس المال السهمي لتحقيق الاستقرار في الشؤون المالية داخل النادي.

### كومكاست
في سبتمبر 2015 ، اشترت إليوت 1،940،642 حصة في كومكاست، وهي شركة اتصالات وإعلام مقرها فيلادلفيا، بمتوسط سعر 58.68 دولارًا للسهم.

### بيرنو ريكارد
في ديسمبر 2018 ، اشترت إليوت حصة 2.5٪ في بيرنو ريكار.